# El Coco (Coclé)
El Coco es un corregimiento del distrito de Penonomé, en la provincia de Coclé, Panamá.

## Toponimia
Su nombre de originó porque en aquellos tiempos los trabajadores llevaban su comida en vasijas, conformada de coco o calabaza. A unos de los trabajadores que realizaban un trocha desde Penonomé en la búsqueda de una salida directa al mata se le perdió el coco de donde la había colgado y sus compañeros cuando recordaban el incidente señalaba el lugar diciendo“Allá en El Coco”.

## Localización
El corregimiento de El Coco está situado a los 80° 23’ 50’’ de longitud norte y 8° 21’ 10’’ de longitud oeste en la sección del sur del Distrito de Penonomé. Distancia 12,7 km aproximadamente de Penonomé.

## Extensión territorial
Este corregimiento tiene aproximadamente un territorio de 144.1 km². Sus límites son:
- Norte= Pajonal y Penonomé (cabecera).
- Sur = Natá y Golfo de Panamá.
- Este= Antón.
- Oeste= Coclé.

## División política y administrativa
El corregimiento del El Coco tiene 18 lugares poblados que son: El Coco, Aguas Blancas, Aguas Frías, Bahías de Río Hondo, Barriada Cuarto Centenario, Cerro El Encanto, Chorrerita Montelirio, El Rosario, La Dorada, Las Lajas, El Cristo, Pacora, Llano Marín,  Marcaja, Quebrada Copé, Río Hondo y Santa Cruz.

## Población
Corregimiento
    Vivienda
    Persona
    Hombre
    Mujer
	
  
  <t
    
| Corregimiento | Vivienda | Persona | Hombre | Mujer |
| El Coco       | 1,662    | 5,605   | 2,782  | 2,823 |

## Transporte público
- Penonomé – Aguas Frías
- Penonomé- Chorrerita
- El Rosario - Penonomé
- Penonomé- Aguas Blancas
- Penonomé- IV Centenario
- Penonomé- El Coco
- Universidad – Penonomé

## Actividades económicas

### Desarrollo industrial
En el corregimiento de El Coco existen diversas industrias dedicadas a actividades como la fábrica de bloques, el secado y pilado de arroz, la producción de manjar y derivados de la leche; cría y estabulación y venta de ganado, y cría y venta de camarones, entre otros.

### Explotaciones agropecuarias
En el Corregimiento de El Coco existen 606 explotaciones, de las cuales de acuerdo a la tenencia de la tierra se encuentra distribuidas así:
290 Se encuentran ocupadas con títulos de propiedad.
251 Se encuentra ocupadas pero no tienen títulos. Además, existen 9 explotaciones que son arrendadas. Otro tipo de tenencia es el régimen mixto, y en esta situación se encuentran 56 explotaciones, de las cuales 28 son propias sin títulos; 10 son propias pero arrendadas, 13 son arrendadas sin título, y 5 son propias sin título arrendado.

## Clima
El clima que presentan corresponde al Clima Tropical de Sabana, sujeto a sistemas atmosféricos predominantes para la vertiente central de Panamá y las condiciones climáticas regionales que moldean los regímenes pluviales de la zona.
Las temperaturas oscilan entre los 25 a 27 °C, la precipitación media anual es de 3,000-2,000 mm. Este tipo de clima presenta una estación seca prolongada (meses de lluvia menor que 60 mm), en el invierno de hemisferio norte, la temperatura media del mes más fresco es mayor a 18 °C.La humedad relativa anual es de 80-85%.

## Relieve
El relieve en esta área de la provincia de Coclé está representado por las tierras bajas y llanura del Sur, que son tierras con poca elevación sobre el nivel del mar. Aunque también se observan colinas no mayores de 600 metros.
En Penonomé encontramos las elevaciones importantes de Cerro el Gallote (261 metros) y el Cerro El Encanto (221 metros).
En el corregimiento El Coco se presentan montañas medias y bajas entre 200 y 339 m s. n. m. respectivamente. Dentro de estas elevaciones están: Cerro Santa Cruz (334 m s. n. m.), y Cerro Anto (221 m s. n. m.).

## Hidrografía
- Penonomé: el río principal es el Zaratí, afluente del Río Grande. También están el Río Hondo, y algunas quebradas como Santa María, San José, y La Fragua. Todas estas se encuentran en el cursos medio y pertenecen al Sistema Hídrico del Río Grande.

- El Coco: entre los principales ríos de este corregimiento están: Río San José, Rio Chorrera, Río Sucre, Río Hondo. Existen además quebradas como: El Cristo, Los Pavos, San José, Agua Mala.

Dentro de este corregimiento existe un lago que sirve de regadía para la siembra de arroz, que se nutre de las aguas del Río Zaratí, así como de quebradas adyacentes.

## Zona de vida
La Zona de Vida más relevante en estas áreas es el bosque seco tropical, cuya vegetación original ha desaparecido hace muchos años. Estos se caracterizan por lluvias bajas de 1,100 a 1,650 por año. Estación seca de 4 a 5 meses de duración (enero a mayo).
Esta zona es favorable para la agricultura y ganadería, ya que son terreno bajos con los mejores suelos del país como las planicies fértiles que puedan utilizarse todo el año mediante el riesgo, durante la sequía y del cual puede esperarse alta productividad.

## Vegetación
Abundan las asociaciones herbáceas, Sabana, pasto y montes; así como áreas de cultivo y vegetación secundaria pionera.
- Bosques caducifolios Tropicales: bosques poco densos con predominio de especies caducifolio entre diciembre y mayo. Dosel irregular a unos 25 m de altura, estrato medio a unos 10 m
- Bosques y tierras inundables: asociaciones edáficas puras o casi puras sobre suelo aluviales sujetos a la influencia de las mareas o inundaciones periódicas durante la estación lluviosa, bordeando las costas bajas y los estuarios de los ríos. Las principales asociaciones de esta naturaleza son bosque de mangle, cativo, alcornoque y manicaria.

- Áreas de cultivo, sabana y vegetación secundaria: existen zonas que abarcan diferentes condiciones climáticas y edáficas, sometida y actividades agropecuarias con intensidad variable. Incluye sabana antropogenicas mantenidas por el fuego, cultivos anuales, semipermanentes y permanentes, pastos naturales y artificiales, terreno abandonados con vegetación secundaria pionera.

Además, en el corregimiento de El Coco podemos señalar que existen más de 500 hectáreas de manglares al sur del mismo, también cuenta con árboles como corotú, espavé, mango, algarrobo, cedro espino, nance, guayacán.
- Áreas Reforestadas: 200 ha de terreno de propiedad privada; 15 ha de acacia y mágnum.
- Árboles frutales: palma de coco, mango, ciruela, marañón, nance, guineo chino, papaya, tamarindo.
- Herbazales: junco (para confeccionar esterillas), sorceta alemana, estrella, faragual (para preparar pasto mejorado), helechos, bejuco, urea (confección de esteras).
- Plantas medicinales: paico, hierba de linón, hierba de zorra, friega plato, salvia, mastranto, culantro, hinojo, sábila. Esta planta es utilizada por moradores del corregimiento como remedios caseros que sirven para aliviar dolores, diarreas, gases, aires, etc.

## Suelo
Los suelos presentan textura franco-arcillosa y pH de 4,8-5,1, lo que los consideran como suelos muy ácidos. 
Incluidos dentro de los suelos clases VI, que significa: arables con algunas limitaciones que pueden reducir el número de cultivo que se pueden utilizar y requieren prácticas moderadas de conservación. La cobertura vegetal está compuesta por árboles y arbustos muy dispersos. Son suelos muy fértiles característicos para actividades de labranza, y además responden bien a la fertilización. Es poco usado para la siembra de hortalizas, a pesar de que es apta para este tipo de cultivo, ya que la población se dedica por tradición a la siembra de arroz y desarrollo de la ganadería, así como a la cría de camarones.

## Fauna
Podemos mencionar algunos animales existentes en el área: insecto, lagarto, venado, pato, wichichi.
- Aves migratorias: las aves que a continuación mencionaremos permanecen en el área por temporada: sarcetas, chango azul y rojo, rabiblanca, torcaza, loros pico blanco y negro, loros moñas amarilla, garza, grullo, cuaco o pelícano, águila, lechuza, búho.
- Animales Domésticos: gallina, ganso, pato, palomino, pavo, perro, gato, caballo, vacas.
- Aves de Corral: gallina, gansos, patos, palomino. Cabe señalar que los manglares que se localizan en este corregimiento son refugio de aves migratorias, al mismo han llegados aves identificadas con placas de Canadá. Además mantienen un adecuado hábitat para albergar una gran variedad de animales como el pato de monte, la iguana, o el cangrejo.